# سداسي كبريتيد السيلينيوم
 سداسي كبريتيد السيلينيوم  هو مركب كيميائي له الصيغة Se2S6، ويوجد على شكل بلورات إبرية برتقالية.

## التحضير
يحضر المتصاوغ 2,1 من تفاعل كلورو السلفانات وثنائي كلورو ثنائي السيلان مع يوديد البوتاسيوم في ثنائي كبريتيد الكربون. يعطي التفاعل أيضاً ثمائي حلقي السيلينيوم Se8.

## الخواص
يوجد المركب في الشروط القياسية على شكل بلورات إبرية برتقالية. للمركب بنية حلقية ثمانية، وتوجد عدة متصاوغات من هذا المركب حسب موقع ذرتي السيلينيوم بالنسبة لذرات الكبريت.